# إعادة تسمية (حوسبة)
تغيير الاسم أو إعادة التسمية (بالإنجليزية: Rename) هِيَ عمليَّة استِبدَال اسم ملف دُونَ تَغيِيرِ مُحتوَياتِه، وَهيَ وَظِيفَة تُوفِّرها نُظم تَّشغيلٍ مُختَلِفَة.

## إجراء

### واجهة سطر الأوامر

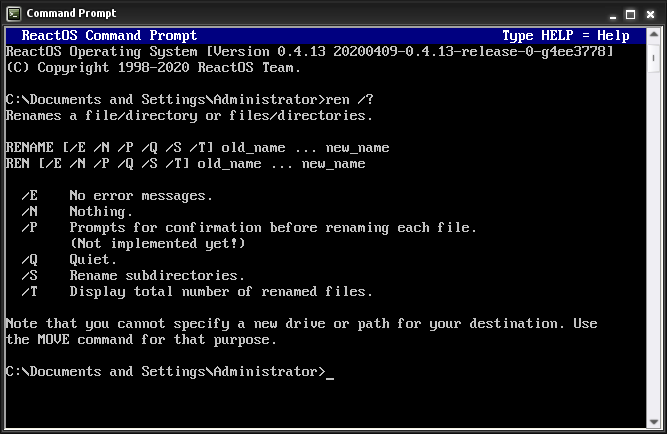
تشغيل الأمر في موجه الأوامر على نظام رياكت أو إس لإعادة تسميَّة ملف

في لينكس ويونكس، يُستخدم الأمر إم في mv لإعادة تسميَّة ملفٍ أو دليلٍ ما، ويُستخدم لنقل الملفات والدلائل، أو إذا قام المُستخدم بنقل ملف أو دليل إلى دليل جديد دون تحديد اسم جديد، فإنَّهُ سيحتفظ باسمه الأصلي دون تغيير.
في مايكروسوفت ويندوز وإم إس-دوس، يقوم الأمر ren ‏ ren (والذي يُعرف أيضًا باسم rename)، بتغيير اسم الملف إلى اسم ملف آخر وإذا تمَّ تعيين مسار لاسم الملف الأوَّل، فسيتم تخزين الملف على ذلك المسار المُحدَّد.

### واجهة المُستخدم الرسوميَّة

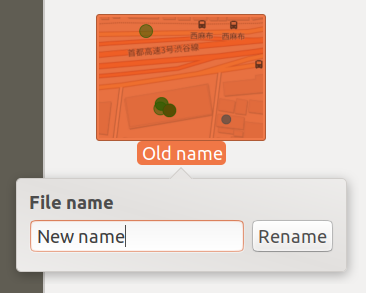
إعادة تسمية ملف في نظام أوبونتو 18.04

في واجهة مايكروسوفت ويندوز، توجد العديد من الطرق لإعادة تسمية ملف. أبرز الطرق هي النقر بزر الفأرة الأيمن على الملف واختيار إعادة تسمية (بالإنجليزية: Rename)، بعد ذلك كتابة اسم جديد للملف والضغط على إدخال لإنهاء إعادة تسميته.